# Dai shogi

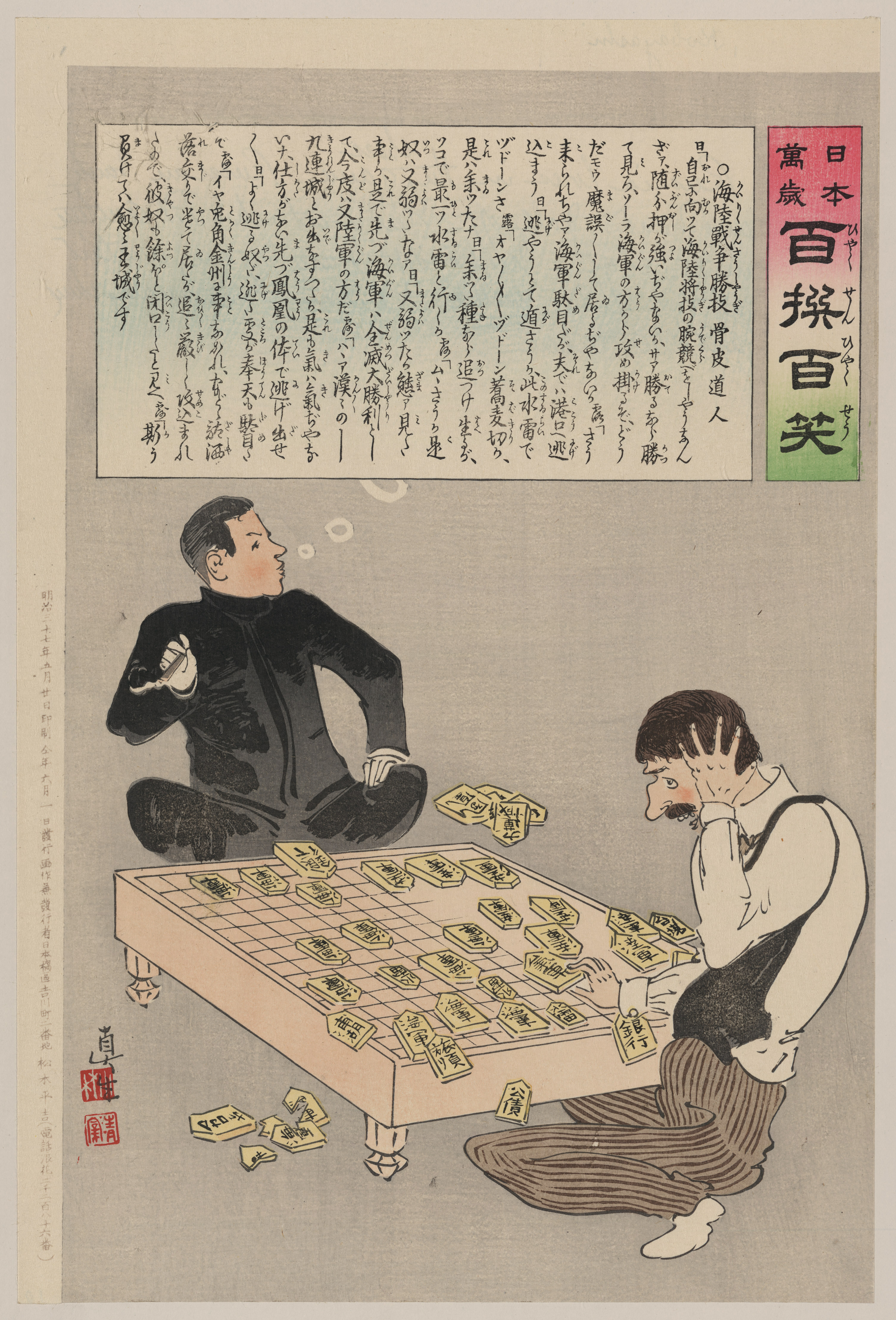
Bức tranh khắc gỗ của Kobayashi Kiyochika (1904 hoặc 1905) thể hiện một ván cờ dai shogi

Dai Shogi (大将棋 (Đại tướng Kỳ) / だいしょうぎ) hoặc Kamakura Dai Shogi (鎌倉大将棋) là một biến thể shogi có nguồn gốc từ Nhật Bản. Được phát triển từ shogi thời Heian, và tương tự như shogi tiêu chuẩn (đôi khi được gọi là cờ vua Nhật Bản) trong các quy tắc và cách chơi của nó. Dai shogi chỉ là một trong số các biến thể shogi chơi trên bảng lớn. Tên của nó có nghĩa là shogi lớn, từ thời có ba loại trò chơi shogi. Các phiên bản ban đầu của dai shogi có thể bắt nguồn từ thời Kamakura, từ khoảng năm 1230 sau Công nguyên. Biến thể này là cơ sở lịch sử cho biến thể phổ biến chu shogi sau này.

## Luật chơi
Ngoài các quân cờ bổ sung (tướng sắt và đá, hiệp sĩ, sân trư, miêu lượng, sói dữ, mãnh ngưu và phi long, tất cả đều thăng cấp thành tướng vàng), các quy tắc của dai shogi được cho là rất chặt chẽ cho những biến thể thuộc hậu duệ của nó, chu shogi.

### Mục tiêu
Mục tiêu của trò chơi là chiếu hết vua của đối thủ và nếu có mặt hoàng tử, được coi là vua thứ hai; hoặc để bắt tất cả các quân khác, để lại một mình vị vua hoặc hoàng tử trên bàn cờ. Không giống như shogi tiêu chuẩn, các quân có thể không được thả lại vào bàn cờ sau khi bị bắt.

### Cách chơi
Hai người chơi luân phiên nhau, thực hiện từng nước đi với bên Đen đi trước. (Các quân cờ không phân biệt theo màu sắc; thuật ngữ cờ vua truyền thống "Đen" và "Trắng" chỉ được sử dụng để biểu thị ai chơi trước và để phân biệt các bên trong khi thảo luận trò chơi.) Một nước đi bao gồm việc di chuyển một quân đến một ô trống trên bàn cờ hoặc một ô vuông bị quân đối thủ chiếm giữ, do đó chiếm được quân đó; và tùy ý lật mặt quân cờ, nếu quân cờ đi vào vùng phong cấp, hoặc nếu đó là bắt giữ và bất kỳ phần nào của nó nằm trong vùng phong cấp.

### Thiết lập trò chơi
Hai người chơi, Đen và Trắng (hoặc 先手 (tiên thủ) và 後手 (hậu thủ)), chơi trên một bảng được chia thành một lưới gồm 15 hàng và 15 cột với tổng số 225 ô vuông. Các ô vuông không phân biệt bằng cách đánh dấu hoặc màu sắc, không giống như bàn cờ phương Tây.
Mỗi người chơi có một bộ 65 mảnh gồm 29 loại khác nhau. Tổng cộng, một người chơi phải nhớ 36 nước đi khác nhau. Mỗi phần đều có tên của nó được viết bằng chữ kanji của Nhật Bản. Chữ viết thường có màu đen. Ở mặt trái của hầu hết các quân cờ có các ký tự để chỉ thứ hạng được thăng của quân cờ, thường được viết bằng màu đỏ. Các quân cờ có hình nêm và hướng của chúng cho biết chúng thuộc về người chơi nào, khi chúng hướng về phía đối phương. Các mảnh có kích thước hơi khác nhau, từ lớn nhất đến nhỏ nhất (mạnh nhất đến kém nhất), chúng là:
- 1 Vương tướng
- 1 Ngọc tướng
- 1 Bôn vương
- 1 Sư Tử
- 2 Long vương
- 2 Long mã
- 2 Phi xa
- 2 Giác hành
- 1 Kỳ Lân
- 1 Phượng Hoàng
- 2 Mãnh ngưu
- 2 Phi long
- 1 Túy tượng
- 2 Manh hổ
- 2 Mãnh báo
- 2 Kim tướng
- 2 Ngân tướng
- 2 Đồng tướng
- 2 Sân trư
- 2 Miêu lượng
- 2 Thụ hành
- 2 Hoành hành
- 2 Hương xa
- 2 Quế mã
- 2 Ác lang
- 2 Thiết tướng
- 2 Thạch tướng
- 2 Trọng nhân
- 15 bộ binh

Liệt kê dưới đây là các quân của trò chơi và cả các quân đã được phong cấp. Các tên quân cờ là bản dịch thô đã được chuẩn hóa phần nào trong tiếng Việt. Các quân được liệt kê theo thứ tự bảng chữ cái theo tên tiếng Anh của chúng.
Các nước đi phong cấp chỉ áp dụng cho các quân cờ bắt đầu với các bậc ở cột đầu tiên tính từ bên trái, tức là các quân cờ có các bậc này được viết bằng màu đen; những quân cờ phong cấp có cùng bậc được viết bằng màu đỏ có thể không được phong cấp nữa. Các quân cờ chỉ xuất hiện khi đi qua vùng phong cấp (tức lãnh thổ của đối phương), được viết bằng màu đỏ, được đánh dấu hoa thị. Vua, Bôn vương và Sư tử không phong cấp.
| Kanji | Romaji   | Viết tắt | Phong thành           | Hán Việt     | Nghĩa            |
| ----- | -------- | -------- | --------------------- | ------------ | ---------------- |
| 嗔猪  | shinchō  | 嗔       | Kim tướng             | Sân trư      | Lợn nổi giận     |
| 角行  | kakugyō  | 角       | Long mã               | Giác hành    | Di chuyển góc    |
| 盲虎  | mōko     | 虎       | Phi lộc               | Manh hổ      | Hổ mù            |
| 猫刄  | myōjin   | 猫       | Kim tướng             | Miêu lượng   | Đao mèo          |
| 銅将  | dōshō    | 銅       | Hoành hành            | Đồng tướng   | Tướng đồng       |
| 龍馬  | ryūma    | 馬       | Giác ưng              | Long mã      | Ngựa rồng        |
| 龍王  | ryūō     | 竜       | Phi thứu              | Long vương   | Vua rồng         |
| 酔象  | suizō    | 象       | Thái tử               | Túy tượng    | Voi say xỉn      |
| 悪狼  | akurō    | 狼       | Kim tướng             | Ác lang      | Sói ác           |
| 猛豹  | mōhyō    | 豹       | Giác hành             | Mãnh báo     | Báo đốm          |
| 飛龍  | hiryū    | 龍       | Kim tướng             | Phi long     | Rồng bay         |
| 飛牛  | higyū    | 牛       | phong từ "Thụ hành"   | Phi ngưu     | Trâu bay         |
| 飛鹿  | hiroku   | 鹿       | phong từ "Manh hổ"    | Phi lộc      | Hươu bay         |
| 奔猪  | honcho   | 猪       | phong từ "Hoành hành" | Bôn trư      | Lợn chạy         |
| 仲人  | chūnin   | 仲       | Túy tượng             | Trọng nhân   | Đi giữa          |
| 金将  | kinshō   | 金       | Phi xa                | Kim tướng    | Tướng vàng       |
| 角鷹  | kakuō    | 鷹       | phong từ "Long mã"    | Giác ưng     | Chim ưng có sừng |
| 鉄将  | tesshō   | 鉄       | Kim tướng             | Thiết tướng  | Tướng sắt        |
| 玉将  | gyokushō | 玉       | —                     | Ngọc tướng   | Tướng ngọc       |
| 王将  | ōshō     | 王       | —                     | Vương tướng  | Tướng vua        |
| 麒麟  | kirin    | 麒       | Sư tử                 | Kỳ lân       | Kỳ lân           |
| 桂馬  | keima    | 桂       | Ngân tướng            | Quế mã       | Ngựa quế         |
| 香車  | kyōsha   | 香       | Bạch câu              | Hương xa     | Xe hương         |
| 獅子  | shishi   | 獅       | —                     | Sư tử        | Sư tử            |
| 歩兵  | fuhyō    | 歩       | Kim tướng             | Bộ binh      | Lính bộ          |
| 鳳凰  | hōō      | 鳳       | Bôn vương             | Phượng hoàng | Phượng hoàng     |
| 太子  | taishi   | 太       | phong từ "Túy tượng"  | Thái tử      | Thái tử          |
| 奔王  | honnō    | 奔       | —                     | Bôn vương    | Vua chạy         |
| 反車  | hensha   | 反       | Kình nghê             | Phản xa      | Xe lùi           |
| 飛車  | hisha    | 飛       | Long vương            | Phi xa       | Xe bay           |
| 横行  | ōgyō     | 横       | Bôn trư               | Hoành hành   | Di chuyển ngang  |
| 銀将  | ginshō   | 銀       | Thụ hành              | Ngân tướng   | Tướng bạc        |
| 石将  | sekishō  | 石       | Kim tướng             | Thạch tướng  | Tướng đá         |
| 飛鷲  | hijū     | 鷲       | phong từ "Long vương" | Phi thứu     | Chim ưng bay     |
| 竪行  | shugyō   | 竪       | Phi ngưu              | Thụ hành     | Di chuyển dọc    |
| 猛牛  | mōgyū    | 猛       | Kim tướng             | Mãnh ngưu    | Trâu dũng mãnh   |
| 鯨鯢  | keigei   | 鯨       | phong từ "Phản xa"    | Kình nghê    | Cá voi           |
| 白駒  | hakku    | 駒       | phong từ "Bạch câu"   | Bạch câu     | Ngựa trắng       |

### Thiết lập bàn cờ
Dưới đây là sơ đồ cho thấy thiết lập ban đầu của bàn cờ.
| 15    | 14    | 13    | 12    | 11    | 10    | 9     | 8     | 7     | 6     | 5     | 4     | 3     | 2     | 1     |       |
| ----- | ----- | ----- | ----- | ----- | ----- | ----- | ----- | ----- | ----- | ----- | ----- | ----- | ----- | ----- | ----- |
| 香 車 | 桂 馬 | 石 将 | 鉄 将 | 銅 将 | 銀 将 | 金 将 | 王 将 | 金 将 | 銀 将 | 銅 将 | 鉄 将 | 石 将 | 桂 馬 | 香 車 | 一    |
| 反 車 |       | 猫 刄 |       | 猛 豹 |       | 盲 虎 | 酔 象 | 盲 虎 |       | 猛 豹 |       | 猫 刄 |       | 反 車 | 二    |
|       | 猛 牛 |       | 嗔 猪 |       | 悪 狼 | 鳳 凰 | 獅 子 | 麒 麟 | 悪 狼 |       | 嗔 猪 |       | 猛 牛 |       | 三    |
| 飛 車 | 飛 龍 | 横 行 | 竪 行 | 角 行 | 龍 馬 | 龍 王 | 奔 王 | 龍 王 | 龍 馬 | 角 行 | 竪 行 | 横 行 | 飛 龍 | 飛 車 | 四    |
| 歩 兵 | 歩 兵 | 歩 兵 | 歩 兵 | 歩 兵 | 歩 兵 | 歩 兵 | 歩 兵 | 歩 兵 | 歩 兵 | 歩 兵 | 歩 兵 | 歩 兵 | 歩 兵 | 歩 兵 | 五    |
|       |       |       |       | 仲 人 |       |       |       |       |       | 仲 人 |       |       |       |       | 六    |
|       |       |       |       |       |       |       |       |       |       |       |       |       |       |       | 七    |
|       |       |       |       |       |       |       |       |       |       |       |       |       |       |       | 八    |
|       |       |       |       |       |       |       |       |       |       |       |       |       |       |       | 九    |
|       |       |       |       | 仲 人 |       |       |       |       |       | 仲 人 |       |       |       |       | 十    |
| 歩 兵 | 歩 兵 | 歩 兵 | 歩 兵 | 歩 兵 | 歩 兵 | 歩 兵 | 歩 兵 | 歩 兵 | 歩 兵 | 歩 兵 | 歩 兵 | 歩 兵 | 歩 兵 | 歩 兵 | 十 一 |
| 飛 車 | 飛 龍 | 横 行 | 竪 行 | 角 行 | 龍 馬 | 龍 王 | 奔 王 | 龍 王 | 龍 馬 | 角 行 | 竪 行 | 横 行 | 飛 龍 | 飛 車 | 十 二 |
|       | 猛 牛 |       | 嗔 猪 |       | 悪 狼 | 麒 麟 | 獅 子 | 鳳 凰 | 悪 狼 |       | 嗔 猪 |       | 猛 牛 |       | 十 三 |
| 反 車 |       | 猫 刄 |       | 猛 豹 |       | 盲 虎 | 酔 象 | 盲 虎 |       | 猛 豹 |       | 猫 刄 |       | 反 車 | 十 四 |
| 香 車 | 桂 馬 | 石 将 | 鉄 将 | 銅 将 | 銀 将 | 金 将 | 玉 将 | 金 将 | 銀 将 | 銅 将 | 鉄 将 | 石 将 | 桂 馬 | 香 車 | 十 五 |

### Đi quân và bắt quân
Một quân cờ của đối thủ bị bắt bằng cách thế chỗ: Nghĩa là, nếu một quân cờ di chuyển đến một ô vuông bị quân đối phương chiếm giữ, quân cờ của đối phương sẽ bị thế chỗ và loại bỏ khỏi bàn cờ. Một quân cờ không thể di chuyển đến một ô vuông do quân của mình chiếm giữ, nghĩa là không thể chồng các quân của mình lên để tạo thành các tổ đội từ 2 quân trở lên.
Mỗi quân cờ trên bàn cờ di chuyển theo một quy tắc riêng. Các quân cờ di chuyển trực giao (nghĩa là tiến, lùi, trái hoặc phải, theo hướng của một trong các nhánh hình dấu cộng, +), hoặc theo đường chéo (theo hướng của một trong các nhánh hình dấu nhân, ×). Sư tử và quế mã là những trường hợp ngoại lệ ở chỗ chúng không di chuyển, hoặc không bắt buộc phải di chuyển, trên một đường thẳng hay chéo.
Nhiều quân có khả năng thực hiện một số loại nước đi, với kiểu nước đi thường xuyên nhất tùy thuộc vào hướng mà chúng di chuyển.

#### Đi từng ô một
Vài quân cờ chỉ có thể đi một ô trong nước đi của mình. Nếu một quân đồng minh chiếm một ô vuông liền kề, quân cờ có thể không di chuyển theo hướng đó; nếu có một quân cờ của đối thủ, nó có thể bị thế chỗ và loại khỏi bàn cờ.
Các quân cờ đi theo cách này là Vua, Túy tượng, Hổ mù, Mãnh báo, các quân Tướng, Sân trư, Miêu lượng, Ác lang, đi giữa và 15 con tốt cho mỗi người chơi.

#### Đi có giới hạn các ô
Quân Mãnh ngưu và Phi long có thể di chuyển dọc theo một số lượng giới hạn (2) ô vuông trống dọc theo một đường thẳng theo những hướng nhất định. Ngoài cách đi đó, chúng có thể đi được số ô tùy ý theo hướng đã định.

#### Nhảy qua các ô
Một số quân cờ có thể nhảy, có thể vượt qua bất kỳ quân cờ nào, dù là bên Trắng hay Đen, mà không ảnh hưởng gì đến cả hai. Đó là Sư tử, Kỳ lân, Phượng hoàng và Quế mã.

#### Đi không giới hạn các ô
Nhiều quân cờ có thể di chuyển bất kỳ số ô vuông trống nào dọc theo một đường thẳng trực giao hoặc đường chéo, và chỉ giới hạn bởi cạnh của bàn cờ. Nếu một quân cờ của đối thủ xen vào, nó có thể bị bắt bằng cách di chuyển đến ô vuông đó và loại bỏ nó khỏi bàn cờ. Một mảnh khác nhau phải dừng lại ở nơi nó bắt được, và không thể bỏ qua một mảnh cản đường của nó. Nếu một quân cờ giao hữu chen vào, quân cờ di chuyển bị giới hạn trong khoảng cách dừng ngắn hơn quân cờ xen kẽ; nếu mảnh thân thiện liền kề, nó không thể di chuyển theo hướng đó.
Các quân cờ có thể di chuyển theo cách này là Bôn vương, Long vương, Long mã, Phi xa, Giác hành, Thụ hành, Hoành hành, Phản xa và Hương xa. Chỉ có Bôn vương mới có thể đi khắp tám hướng.

#### Đi liên tục (Sư tử)
Sư tử có khả năng bắt nhiều lần liên tiếp, được gọi là 'sư tử bắt', cũng như Phi thứu và Giác ưng (Long vương và Long mã) ở cấp độ thấp hơn. Chi tiết về những chiêu thức mạnh mẽ này được mô tả cho Sư tử ở bên dưới.

### Phong cấp
Khu vực phong cấp nằm ở 'lãnh thổ đối phương', năm hàng xa nhất của bàn cờ, phần lớn bị chiếm bởi quân của đối phương khi bàn cờ được thiết lập lần đầu. Khi một quân cờ có thể phong cấp thực hiện một nước đi vào khu vực thăng hạng hoặc thực hiện việc chiếm giữ ô trong khu vực phong cấp — bao gồm các nước di chuyển vào, rời khỏi hoặc di chuyển hoàn toàn trong khu vực — nó có tùy chọn "phong cấp" lên một loại quân mạnh mẽ hơn. Phong cấp được thực hiện bằng cách lật quân cờ lại sau khi nó di chuyển, để lộ tên của quân cờ được phong cấp. Phong cấp không bắt buộc và trong một số trường hợp, bạn có thể để lại quân chưa được phong cấp. Các quân cờ được phong cấp có thể không trở lại quân cờ ban đầu. Nếu một quân cờ không được phong cấp khi vào khu vực phong cấp, thì nó có thể không được lật lại cho đến khi rời khỏi khu vực đó và quay lại trừ khi nó ăn quân của đối phương.
Phong cấp cũng có tác dụng thay đổi cách thức di chuyển của quân cờ đó. Xem bên dưới.
Nếu một quân cờ không thể rút lui hoặc di chuyển sang một bên sẽ tiến trên bàn cờ cho đến khi nó đến phía bên kia, nó sẽ bị mắc kẹt. Điều này áp dụng cho quân tốt, thạch tướng,  thiết tướng, quế mã và hương xa. Điều này hầu như không xảy ra trong thực tế, bởi vì tất cả những người chơi luôn có xu hướng giữ nguyên các nguyên tắc di chuyển của quân quế mã, và bí nước là một tổn thất cho người chơi đang không có nước đi nào hợp lệ. Vị trí của quế mã là không rõ ràng, vì quân đó phong cấp thành một quân cờ không giữ nguyên các cách đi cũ của nó, và do đó có thể là lý do để trì hoãn việc phong cấp quân này. Trong chu shogi, là hậu duệ của dai shogi, tình huống này áp dụng cho con tốt, do đó có cơ hội thứ hai để phong cấp ở hàng cuối cùng khi không ăn quân: cơ hội phong cấp này cũng có thể bị từ chối, khiến con tốt như bất động "mảnh chết" (死 に 駒). Liệu quy tắc này có áp dụng cho hiệp sĩ trong dai shogi hay không là không chắc chắn, cả vì quy tắc này có thể là sự cải tiến sau này đối với chu shogi, và bởi vì các nguồn thời đại Edo có rất nhiều tài liệu mô tả các quy tắc của các biến thể khác ngoài sho shogi và chu shogi.
Các quy tắc phong cấp của dai shogi có thể đã thay đổi đáng kể theo thời gian. Các quy tắc phong cấp trong Heian shogi trước đó và Heian dai shogi quy định cho tất cả các quân cờ yếu thăng cấp lên tướng vàng, điều này đúng với sho shogi và shogi hiện đại. Tuy nhiên, trong chu shogi, nhiều quân cờ trong số này đã thay đổi phong cấp thành các quân cờ đi không giới hạn trong thiết lập ban đầu. Dai shogi có sự kết hợp của các quy tắc này: những quân bước đi yếu kém hoặc những hương xa chỉ có ở dai shogi đều thăng hạng lên tướng vàng, nhưng những quân có mặt trong chu shogi giữ nguyên sự thăng cấp của chúng từ chu shogi. Có vẻ như những cách thăng cấp khác nhau này trong chu shogi là một sự đổi mới trong lịch sử sau này, sau đó được sao chép lại thành dai shogi khi chu shogi trở nên phổ biến hơn dai shogi.

### Quân cờ cụ thể
Sau đây là bảng cách đi của từng quân. Bên trái là quân ban đầu, bên phải là quân đã được phong cấp.
| Chú thích |                                                                |
| ○         | Đi đến ô liền kề hoặc đi có hạn chế các ô theo hướng đã định   |
| ☆         | Có thể nhảy qua các quân khác để đến một ô mới không liền kề   |
| │         | Đi không giới hạn các ô cho đến khi có quân cùng bên cản đường |
| ─         | Đi không giới hạn các ô cho đến khi có quân cùng bên cản đường |
| ╲         | Đi không giới hạn các ô cho đến khi có quân cùng bên cản đường |
| ╱         | Đi không giới hạn các ô cho đến khi có quân cùng bên cản đường |
| !         | Ăn quân không cần thế chỗ                                      |

|  |   |    |   |  |
|  | ○ | ○  | ○ |  |
|  | ○ | 王 | ○ |  |
|  | ○ | ○  | ○ |  |
|  |   |    |   |  |

|  |   |    |   |  |
|  | ○ | ○  | ○ |  |
|  | ○ | 玉 | ○ |  |
|  | ○ | ○  | ○ |  |
|  |   |    |   |  |

|  |   |    |   |  |
|  | ○ | ○  | ○ |  |
|  | ○ | 金 | ○ |  |
|  |   | ○  |   |  |
|  |   |    |   |  |

|   |   | │  |   |   |
|   |   | │  |   |   |
| ─ | ─ | 飛 | ─ | ─ |
|   |   | │  |   |   |
|   |   | │  |   |   |

|  |   |    |   |  |
|  | ○ | ○  | ○ |  |
|  |   | 銀 |   |  |
|  | ○ |    | ○ |  |
|  |   |    |   |  |

|  |   | │  |   |  |
|  |   | │  |   |  |
|  | ○ | 竪 | ○ |  |
|  |   | │  |   |  |
|  |   | │  |   |  |

|  |   |    |   |  |
|  | ○ | ○  | ○ |  |
|  |   | 銅 |   |  |
|  |   | ○  |   |  |
|  |   |    |   |  |

|   |   |    |   |   |
|   |   | ○  |   |   |
| ─ | ─ | 横 | ─ | ─ |
|   |   | ○  |   |   |
|   |   |    |   |   |

|  |   |    |   |  |
|  | ○ | ○  | ○ |  |
|  |   | 鉄 |   |  |
|  |   |    |   |  |
|  |   |    |   |  |

|  |   |    |   |  |
|  | ○ | ○  | ○ |  |
|  | ○ | 金 | ○ |  |
|  |   | ○  |   |  |
|  |   |    |   |  |

|  |   |    |   |  |
|  | ○ |    | ○ |  |
|  |   | 石 |   |  |
|  |   |    |   |  |
|  |   |    |   |  |

|  |   |    |   |  |
|  | ○ | ○  | ○ |  |
|  | ○ | 金 | ○ |  |
|  |   | ○  |   |  |
|  |   |    |   |  |

|  | ☆ |    | ☆ |  |
|  |   |    |   |  |
|  |   | 桂 |   |  |
|  |   |    |   |  |
|  |   |    |   |  |

|  |   |    |   |  |
|  | ○ | ○  | ○ |  |
|  | ○ | 金 | ○ |  |
|  |   | ○  |   |  |
|  |   |    |   |  |

|  |  | │  |  |  |
|  |  | │  |  |  |
|  |  | 香 |  |  |
|  |  |    |  |  |
|  |  |    |  |  |

| ╲ |   | │  |   | ╱ |
|   | ╲ | │  | ╱ |   |
|   |   | 駒 |   |   |
|   |   | │  |   |   |
|   |   | │  |   |   |

|  |   |    |   |  |
|  | ○ | ○  | ○ |  |
|  | ○ | 象 | ○ |  |
|  | ○ |    | ○ |  |
|  |   |    |   |  |

|  |   |    |   |  |
|  | ○ | ○  | ○ |  |
|  | ○ | 太 | ○ |  |
|  | ○ | ○  | ○ |  |
|  |   |    |   |  |

|  |   |    |   |  |
|  | ○ |    | ○ |  |
|  | ○ | 虎 | ○ |  |
|  | ○ | ○  | ○ |  |
|  |   |    |   |  |

|  |   | │  |   |  |
|  | ○ | │  | ○ |  |
|  | ○ | 鹿 | ○ |  |
|  | ○ | │  | ○ |  |
|  |   | │  |   |  |

|  |   |    |   |  |
|  | ○ | ○  | ○ |  |
|  |   | 豹 |   |  |
|  | ○ | ○  | ○ |  |
|  |   |    |   |  |

| ╲ |   |    |   | ╱ |
|   | ╲ |    | ╱ |   |
|   |   | 角 |   |   |
|   | ╱ |    | ╲ |   |
| ╱ |   |    |   | ╲ |

|  |   |    |   |  |
|  | ○ |    | ○ |  |
|  |   | 猫 |   |  |
|  | ○ |    | ○ |  |
|  |   |    |   |  |

|  |   |    |   |  |
|  | ○ | ○  | ○ |  |
|  | ○ | 金 | ○ |  |
|  |   | ○  |   |  |
|  |   |    |   |  |

|  |  | │  |
|  |  | │  |
|  |  | 反 |
|  |  | │  |
|  |  | │  |

|   |   | │  |   |   |
|   |   | │  |   |   |
|   |   | 鯨 |   |   |
|   | ╱ | │  | ╲ |   |
| ╱ |   | │  |   | ╲ |

| ☆ | ☆ | ☆  | ☆ | ☆ |
| ☆ | ! | !  | ! | ☆ |
| ☆ | ! | 獅 | ! | ☆ |
| ☆ | ! | !  | ! | ☆ |
| ☆ | ☆ | ☆  | ☆ | ☆ |

| ○ | ○ | ○  | ○ | ○ |
| ○ | ○ | ○  | ○ | ○ |
| ○ | ○ | 獅 | ○ | ○ |
| ○ | ○ | ○  | ○ | ○ |
| ○ | ○ | ○  | ○ | ○ |

| ☆ |   |    |   | ☆ |
|   |   | ○  |   |   |
|   | ○ | 鳳 | ○ |   |
|   |   | ○  |   |   |
| ☆ |   |    |   | ☆ |

| ╲ |   | │  |   | ╱ |
|   | ╲ | │  | ╱ |   |
| ─ | ─ | 奔 | ─ | ─ |
|   | ╱ | │  | ╲ |   |
| ╱ |   | │  |   | ╲ |

|   |   | ☆  |   |   |
|   | ○ |    | ○ |   |
| ☆ |   | 麒 |   | ☆ |
|   | ○ |    | ○ |   |
|   |   | ☆  |   |   |

| ☆ | ☆ | ☆  | ☆ | ☆ |
| ☆ | ! | !  | ! | ☆ |
| ☆ | ! | 獅 | ! | ☆ |
| ☆ | ! | !  | ! | ☆ |
| ☆ | ☆ | ☆  | ☆ | ☆ |

|  |   |    |   |  |
|  | ○ | ○  | ○ |  |
|  | ○ | 狼 | ○ |  |
|  |   |    |   |  |
|  |   |    |   |  |

|  |   |    |   |  |
|  | ○ | ○  | ○ |  |
|  | ○ | 金 | ○ |  |
|  |   | ○  |   |  |
|  |   |    |   |  |

|  |   |    |   |  |
|  |   | ○  |   |  |
|  | ○ | 嗔 | ○ |  |
|  |   | ○  |   |  |
|  |   |    |   |  |

|  |   |    |   |  |
|  | ○ | ○  | ○ |  |
|  | ○ | 金 | ○ |  |
|  |   | ○  |   |  |
|  |   |    |   |  |

|   |   | ○  |   |   |
|   |   | ○  |   |   |
| ○ | ○ | 牛 | ○ | ○ |
|   |   | ○  |   |   |
|   |   | ○  |   |   |

|  |   |    |   |  |
|  | ○ | ○  | ○ |  |
|  | ○ | 金 | ○ |  |
|  |   | ○  |   |  |
|  |   |    |   |  |

| ╲ |   | │  |   | ╱ |
|   | ╲ | │  | ╱ |   |
| ─ | ─ | 奔 | ─ | ─ |
|   | ╱ | │  | ╲ |   |
| ╱ |   | │  |   | ╲ |

|   |   | │  |   |   |
|   | ○ | │  | ○ |   |
| ─ | ─ | 龍 | ─ | ─ |
|   | ○ | │  | ○ |   |
|   |   | │  |   |   |

| ☆ |   | │  |   | ☆ |
|   | ! | │  | ! |   |
| ─ | ─ | 鷲 | ─ | ─ |
|   | ╱ | │  | ╲ |   |
| ╱ |   | │  |   | ╲ |

| ╲ |   |    |   | ╱ |
|   | ╲ | ○  | ╱ |   |
|   | ○ | 馬 | ○ |   |
|   | ╱ | ○  | ╲ |   |
| ╱ |   |    |   | ╲ |

| ╲ |   | ☆  |   | ╱ |
|   | ╲ | !  | ╱ |   |
| ─ | ─ | 鷹 | ─ | ─ |
|   | ╱ | │  | ╲ |   |
| ╱ |   | │  |   | ╲ |

| ╲ |   |    |   | ╱ |
|   | ╲ |    | ╱ |   |
|   |   | 角 |   |   |
|   | ╱ |    | ╲ |   |
| ╱ |   |    |   | ╲ |

| ╲ |   |    |   | ╱ |
|   | ╲ | ○  | ╱ |   |
|   | ○ | 馬 | ○ |   |
|   | ╱ | ○  | ╲ |   |
| ╱ |   |    |   | ╲ |

|  |   | │  |   |  |
|  |   | │  |   |  |
|  | ○ | 竪 | ○ |  |
|  |   | │  |   |  |
|  |   | │  |   |  |

| ╲ |   | │  |   | ╱ |
|   | ╲ | │  | ╱ |   |
|   |   | 牛 |   |   |
|   | ╱ | │  | ╲ |   |
| ╱ |   | │  |   | ╲ |

|   |   |    |   |   |
|   |   | ○  |   |   |
| ─ | ─ | 横 | ─ | ─ |
|   |   | ○  |   |   |
|   |   |    |   |   |

| ╲ |   |    |   | ╱ |
|   | ╲ |    | ╱ |   |
| ─ | ─ | 猪 | ─ | ─ |
|   | ╱ |    | ╲ |   |
| ╱ |   |    |   | ╲ |

| ○ |   |       |   | ○ |
|   | ○ |       | ○ |   |
|   |   | 飛 龍 |   |   |
|   | ○ |       | ○ |   |
| ○ |   |       |   | ○ |

|  |   |    |   |  |
|  | ○ | ○  | ○ |  |
|  | ○ | 金 | ○ |  |
|  |   | ○  |   |  |
|  |   |    |   |  |

|   |   | │  |   |   |
|   |   | │  |   |   |
| ─ | ─ | 飛 | ─ | ─ |
|   |   | │  |   |   |
|   |   | │  |   |   |

|   |   | │  |   |   |
|   | ○ | │  | ○ |   |
| ─ | ─ | 龍 | ─ | ─ |
|   | ○ | │  | ○ |   |
|   |   | │  |   |   |

|  |  |    |  |  |
|  |  | ○  |  |  |
|  |  | 歩 |  |  |
|  |  |    |  |  |
|  |  |    |  |  |

|  |   |    |   |  |
|  | ○ | ○  | ○ |  |
|  | ○ | 金 | ○ |  |
|  |   | ○  |   |  |
|  |   |    |   |  |

|  |  |    |  |  |
|  |  | ○  |  |  |
|  |  | 仲 |  |  |
|  |  | ○  |  |  |
|  |  |    |  |  |

|  |   |    |   |  |
|  | ○ | ○  | ○ |  |
|  | ○ | 象 | ○ |  |
|  | ○ |    | ○ |  |
|  |   |    |   |  |

### Lặp nước đi
Người chơi không được đi lại nước đi cũ nếu nước đi đó được thực hiện lại nhiều lần và người chơi đói thủ cũng làm như vậy. Tuy nhiên, bằng chứng từ các vấn đề giao phối chu shogi trong lịch sử cho thấy rằng điều cấm này không áp dụng cho người chơi đang trong vùng mà quân cờ của mình kiểm soát. Điều này được gọi là "Thiên nhật thủ" (千日手 sennichite). Lưu ý rằng một số quân cờ nhất định có khả năng nhảy qua các quân khác trong một số tình huống nhất định (Sư tử, khi ít nhất một ô vuông liền kề với nó có quân cờ nào, Phi thứu, khi ô vuông ngay trước nó có quân cờ chiếm giữ và Giác ưng cũng vậy, khi một hoặc cả hai hình vuông ngay lập tức theo đường chéo phía trước nó đều có quân cờ chiếm giữ). Một hành động như vậy không thay đổi vị trí, nhưng không vi phạm quy tắc lặp lại, vì bây giờ sẽ đến lượt người chơi khác di chuyển. Tất nhiên, hai hành động liên tiếp là không thể, vì người chơi đầu tiên sẽ nhìn thấy vị trí quân cờ vẫn ở vị trí cũ.

### Chiếu và chiếu hết
Khi một người chơi thực hiện một nước đi sao cho quân bị chiếu (vua hoặc hoàng tử) duy nhất còn lại của đối phương có thể bị bắt ở nước đi sau, nước đi đó được coi là chiếu; vua hoặc hoàng tử được cho là đang bị chiếu. Nếu vua hoặc hoàng tử của một người chơi đang trong vòng kiểm soát và không có nước đi hợp pháp nào của người chơi đó sẽ vượt quá tầm kiểm soát, thì nước đi chiếu cũng là chiếu hết và chiến thắng trò chơi một cách hiệu quả.
Không giống như cờ vua phương Tây, một kỳ thủ không cần di chuyển quân khỏi vùng bị tấn công trong dai shogi, và thậm chí có thể chuyển sang vùng mà quân đối thủ đang chiếm giữ. Mặc dù rõ ràng không phải là một ý tưởng hay, nhưng một người chơi có nhiều hơn một quân vua đôi khi có thể hy sinh một trong những quân cờ này như một phần của một ván gambit.

### Trò chơi kết thúc
Một người chơi bắt được vua hoặc hoàng tử duy nhất còn lại của đối thủ sẽ thắng trò chơi. Trong thực tế, điều này hiếm khi xảy ra, vì một người chơi sẽ đầu hàng khi bị chiếu hết, ngược lại khi thua là không thể tránh khỏi.

Người chơi thực hiện một nước đi sai luật sẽ thua ngay lập tức. (Quy tắc này có thể được nới lỏng trong các trò chơi thông thường.)